# Pseudanthias flavoguttatus
Pseudanthias flavoguttatus là một loài cá biển thuộc chi Pseudanthias trong họ Cá mú. Loài này được mô tả lần đầu tiên vào năm 1980.

## Phân bố và môi trường sống
P. flavoguttatus có phạm vi phân bố rộng rãi ở Tây Thái Bình Dương. Loài này được tìm thấy từ phía nam Nhật Bản trải dài về phía nam đến khắp Philippines và các đảo phía đông Indonesia, xa nhất là đến New Caledonia; phía đông đến Palau và quần đảo Marshall; phía tây xuất hiện ở đảo Giáng Sinh (thuộc Đông Nam Ấn Độ Dương). Chúng sống xung quanh các rạn san hô ở độ sâu khoảng từ 18 đến 100 m.

## Mô tả
P. flavoguttatus có chiều dài cơ thể lớn nhất được ghi nhận là 10 cm. Thân màu hồng, có nhiều hàng đốm màu vàng. Đầu trên và gáy màu vàng cam và một hàng đốm màu đỏ dọc lưng, xen kẽ là các khoảng màu trắng, kết thúc ở cuống đuôi trên. Vây lưng và vây hậu môn có các dải sọc vàng, viền xanh ánh kim. Vây đuôi xẻ thùy, hình đuôi kéo; thùy đuôi ngắn. Vây bụng dài, có thể vươn tới gốc vây hậu môn. Mống mắt có màu vàng.
Số gai ở vây lưng: 10; Số tia vây mềm ở vây lưng: 15; Số gai ở vây hậu môn: 3; Số tia vây mềm ở vây hậu môn: 7; Số gai ở vây bụng: 1; Số tia vây mềm ở vây bụng: 5; Số tia vây mềm ở vây ngực: 17 - 19.